# Agnès Jaoui

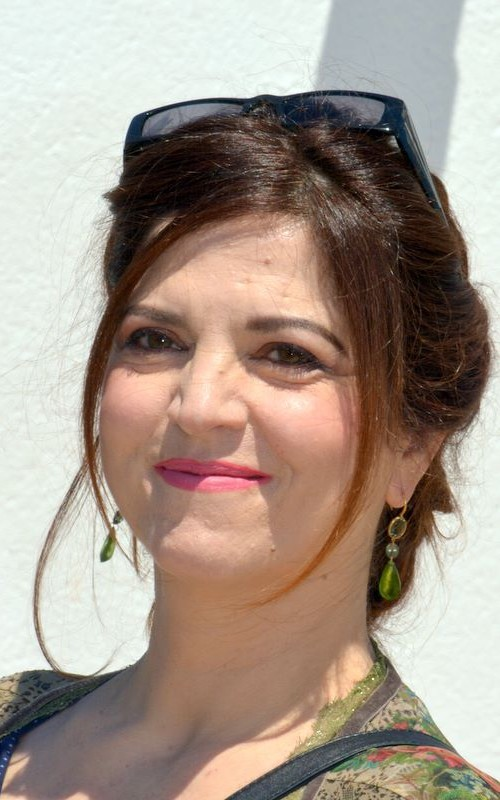
Agnès Jaoui, 2017.

Agnès Jaoui, född 19 oktober 1964 i Antony, Hauts-de-Seine, är en fransk skådespelare, dramatiker, manusförfattare och regissör. Hon har varit aktiv som skådespelare sedan tidigt 1980-tal. Med början under första hälften av 1990-talet etablerade hon sig också, tillsammans med sin dåvarande livskamrat Jean-Pierre Bacri, som manusförfattare och dramatiker till både andras och egna filmer. Den första filmen hon regisserade var I andras ögon från år 2000, i vilken hon också spelade en av rollerna.
Paret Jaoui–Bacri var tillsammans privat 1987–2012 och arbetade, fram till Bacris död 2021, i en tradition som går att härleda bakåt till vissa av franska nya vågens filmer, bland annat Éric Rohmers 1960- och 1970-talsberättelser om mänskliga relationer bland "vanligt folk". Kännetecknande för både hennes egna verk och föregångarnas är bland annat tonvikten på skådespelarnas prestationer, snarare än actionbetonad estetik. Statiska bildkompositioner i Cinemascopeformat och stillastående kamera som ofta fångar aktörerna i hel- eller halvbild mot tydligt avbildade miljöer är några signum för Jaouis första tre filmer som hon regisserat.
"Jag tycker om att se alla mina karaktärer i en och samma bild, som på teatern. Jag vill inte använda närbilder för att visa vad karaktärerna känner, jag vill få känslorna att bli synliga utan att klippa i bilderna. Man ska inte vara medveten om kameran, men ändå veta att det är en film man tittar på. Det är därför jag har valt scope-formatet. Jag älskar det. För mig är det själva symbolen för film."
Filmen Förtrollad av Paris från 2012 var enligt henne själv ett försök till konstnärlig förnyelse. Inspelad med digital teknik och med digitala effekter gjordes den i vanligt vidfilmsformat.

## Filmografi i urval
- 1993 – Smoking/No Smoking (manus)
- 1993 – Cuisine et dépendances (manus och roll)
- 1996 – Un air de famille (manus och roll)
- 1997 – On connaît la chanson (manus och roll)
- 2000 – I andras ögon (manus, regi och roll)
- 2004 – Se mig (manus, regi och roll)
- 2008 – Det regnar alltid i Provence (manus, regi och roll)
- 2012 – Förtrollad av Paris (manus, regi och roll)
- 2015 – Den ljuva flykten (roll)
- 2018 – Trädgårdsfesten (manus, regi och roll)
- 2022 – Singing Jailbirds (roll)